# オズボーン・コンピュータ
オズボーン・コンピュータ・コーポレーション(Osborne Computer Corporation、OCC)は、アメリカ合衆国カリフォルニア州サンフランシスコ・ベイエリアのシリコンバレーにあった、ポータブルコンピュータの先駆的なメーカーである。
創業者のアダム・オズボーンは、リー・フェルゼンスタインの設計により、1981年に世界初の量産型ポータブルコンピュータであるOsborne 1を開発した。

## 歴史

### Osborne 1
アダム・オズボーンは、経営していたコンピュータ関連の本の出版社を1979年にマグロウヒルに売却し、ソフトウェアをバンドルした安価なポータブルコンピュータを販売することを決め、その設計のためにリー・フェルゼンスタインを雇用した。
完成したOsborne 1は、1行に52文字表示可能な5インチディスプレイ、フロッピーディスクドライブが2台、Z80マイクロプロセッサ、64キロバイトのRAMを有し、飛行機の座席の下に収納することができ、落としても壊れにくい。オペレーティングシステムとしてCP/Mがインストールされ、プログラミング言語BASIC、ワープロソフトWordStar、表計算ソフトSuperCalcなどのソフトウェアパッケージがバンドルされている。オズボーンは、彼が1981年1月に設立したオズボーン・コンピュータ社の株式を提供することにより、ソフトウェアの使用権を得た。例えば、WordStarの開発元のマイクロプロ・インターナショナル社は、オズボーン・コンピュータ社の株式75,000株と、WordStarがインストールされたOsborne 1の1台につき4.60ドルを受け取った。
他のベンチャー企業とは異なり、オズボーン・コンピュータ社は、会社を設立してすぐに最初の製品を出荷することができた。最初のOsborne 1は1981年7月に出荷された。Osborne 1が低価格で発売されたことから、それから数年間に発売された同様のコンピュータの価格も、それに影響されることとなった。初期に出荷された製品の障害率は10〜15%と高かったにもかかわらず、最初の8か月で1万1千台を販売し、店舗での入荷待ちが5万台にも達した。当初の事業計画では、製品のライフサイクル全体で合計1万台の販売を予測していたが、実際にはピーク時には1か月で1万台を販売した。オズボーン社は、たった2人の従業員（オズボーンとフェルゼンスタイン）から、12か月で従業員3千人、収益73万ドルの企業に成長した。その急成長ぶりは、幹部が1週間のトレードショーに出かけている間に建物が増えていて、スタッフがどこにいるのかを探すのに苦労するほどだった。同社は1982年10月、アシュトンテイト社のdBASE IIのバンドル化を発表したが、これにより需要が急増して1日の生産台数が500台に達し、品質管理が著しく低下した。

### 競合製品
初期の成功にもかかわらず、オズボーン社は激しい競争の下で苦労した。ケイプロ社のKaypro IIは、CP/Mがインストールされ、バンドルソフトが含まれているのはOsborne 1と同様だが、より大きな9インチの画面がついていた。Apple Computerの製品は、独自の大規模なソフトウェアライブラリを持ち、別売りのカードを使用すると、Osborne 1と同様にCP/Mを実行できた。
IBMは1981年8月に最初のパーソナルコンピュータを発売し、アプリケーションソフトの品揃えが短期間で豊富になった。オズボーン社は、市場にIBM互換コンピュータを急いで投入するために2千万ドルを調達しようとしたが、成功しなかった。

### オズボーン効果
彼は1983年初頭に次世代機Osborne Executiveの開発を発表したが、オズボーン効果理論の支持者によると、このことにより同社の売り上げが減少することとなった。顧客は新製品のExecutiveの発売を待ってOsborne 1を買い控えるようになり、販売店はOsborne 1の注文をキャンセルし始めた。これにより在庫が積み上がることになり、劇的な値下げをしたにもかかわらず（1983年7月に1295ドル、8月までに995ドルに値下げした）、売り上げは回復しなかった。損失はすでに予想よりも高く、赤字を出し続け、オズボーン社は1983年9月13日に破産を宣告した。
オズボーン効果が本当に会社を破産させたかどうかについては意見が分かれている。ロバート・X・クリンジリーとチャールズ・アイシャーは、他に原因があるとしている。

### 破産後

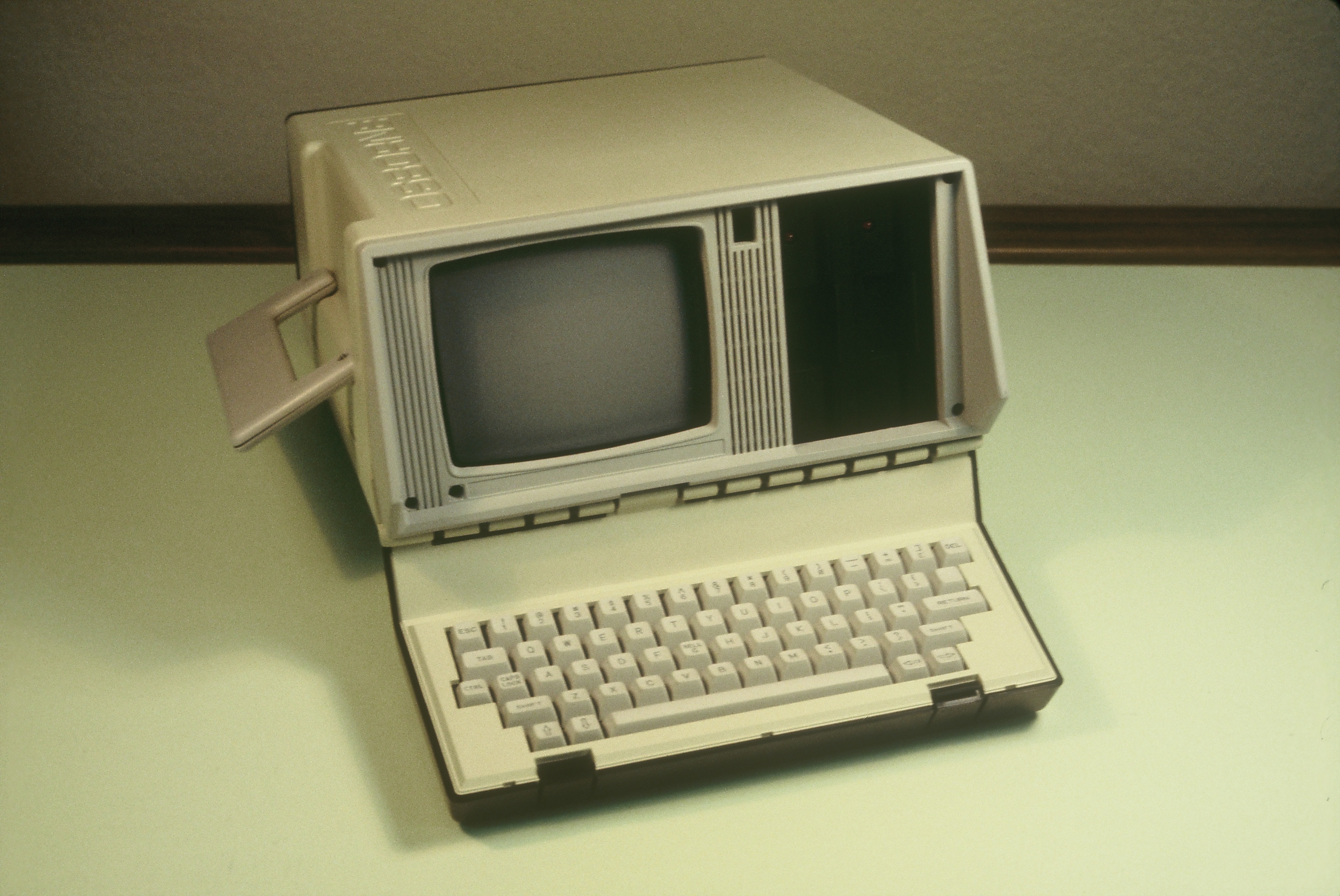
Osborne Vixen

倒産が明らかになると、全従業員を集めて説明会が開かれた。レイオフの第1弾は、販売スタッフ、生産スタッフ、国内のマーケティングスタッフとほとんどの中・低レベルの事務スタッフが対象となった。これらの従業員には、小切手だけが渡された。残ったのは、主に国際マーケティング部門の管理職だった。9日後の9月22日、24投資家のグループが、会社の真の財務状況を隠しインサイダー取引を行った何人かの取締役を告発するため、850万ドルの損害賠償を求めて、オズボーン社などを相手に訴訟を起こした。
オズボーン社は1984年に破産から立ち直り、1984年後半に、コンパクトなCP/MコンピュータであるOsborne Vixenをリリースした。しかし、オズボーン社は以前のような名声を取り戻すことはできなかった。IBM互換PCを発売しようと3つのプロトタイプを生産したが、再度の倒産から会社を救うには遅すぎたといわれている。